# Luke Lamperti
Luke Lamperti (* 31. prosince 2002) je americký profesionální silniční cyklista jezdící za UCI WorldTeam Soudal–Quick-Step.

## Kariéra

### Začátky
Lamperti původně závodil v motokrosu, ale v 11 letech přešel na cyklistiku. V červnu 2021 se ve věku 18 let stal Lamperti vítězem elitního národního šampionátu v kritériu pořádaného v Knoxville ve státě Tennessee. Stal se tak historicky nejmladším vítězem tohoto titulu.
Lamperti se zúčastnil silničního závodu do 23 let na mistrovství světa a dojel na desátém místě, avšak byl později rozhodčími diskvalifikován kvůli tomu, že v průběhu závodu údajně způsobil nehodu, při níž spadl jeden belgický závodník.

### Soudal–Quick-Step (2024–)
V srpnu 2023 bylo oznámeno, že Lamperti podepsal dvouletou smlouvu s UCI WorldTeamem Soudal–Quick-Step od sezóny 2024.

## Osobní život
Lampertiho starší bratr Gianni je též silničním cyklistou a v roce 2019 se stal národním juniorským šampionem v silničním závodu.

## Hlavní výsledky
2018
Junior Tour of Ireland
4. místo celkově
 vítěz bodovací soutěže
 vítěz soutěže mladých jezdců
vítěz etap 3 a 4
2019
Tour de l'Abitibi
 vítěz vrchařské soutěže
Grand Prix Rüebliland
vítěz etapy 2a
10. místo Paříž–Roubaix Juniors
2020
Valley of the Sun Stage Race
vítěz 2. etapy
Tour of the Southern Highlands
8. místo celkově
vítěz 2. etapy
2021
Národní šampionát
 vítěz kritéria
Tour d'Eure-et-Loir
vítěz 2. etapy
2022
Národní šampionát
 vítěz kritéria
5. místo silniční závod
vítěz Lincoln Grand Prix
Tour de Taiwan
4. místo celkově
 vítěz bodovací soutěže
vítěz 3. etapy
5. místo Youngster Coast Challenge
10. místo Dorpenomloop Rucphen
2023
Národní šampionát
 vítěz kritéria
vítěz Rutland–Melton CiCLE Classic
Tour of Japan
 vítěz bodovací soutěže
vítěz etap 1 (ITT), 4 a 7
Volta ao Alentejo
vítěz 1. etapy
Circuit des Ardennes
vítěz 4. etapy
Giro Next Gen
vítěz 3. etapy
Tour de Bretagne
3. místo celkově
 vítěz bodovací soutěže
vítěz 1. etapy
5. místo Youngster Coast Challenge
10. místo Clássica da Arrábida
2024
2. místo Muscat Classic
3. místo Trofeo Ses Salines–Felanitx

### Výsledky na Grand Tours
| Grand Tour      | 2024 |
| --------------- | ---- |
| Giro d'Italia   | 117  |
| Tour de France  |      |
| Vuelta a España |      |